# 圣昂代奥勒德贝尔
圣昂代奥勒德贝尔（法語：Saint-Andéol-de-Berg，法語發音：[sɛ̃t‿ɑ̃deɔl də bɛʁ]）是法国阿尔代什省的一个市镇，属于拉让蒂耶尔区。

## 地理
圣昂代奥勒德贝尔（44°31'37"N, 4°31'38"E）面积15.57 平方千米，位于法国奥弗涅-罗讷-阿尔卑斯大区阿尔代什省，该省份为法国东南部内陆省份，北起顺时针与卢瓦尔省、伊泽尔省、德龙省、沃克吕兹省、加尔省、洛泽尔省和上盧瓦爾省接壤。
与圣昂代奥勒德贝尔接壤的市镇（或旧市镇、城区）包括：阿尔巴拉罗迈讷、圣莫里斯迪比、瓦尔维涅尔、贝尔新城。
圣昂代奥勒德贝尔的时区为UTC+01:00、UTC+02:00（夏令时）。

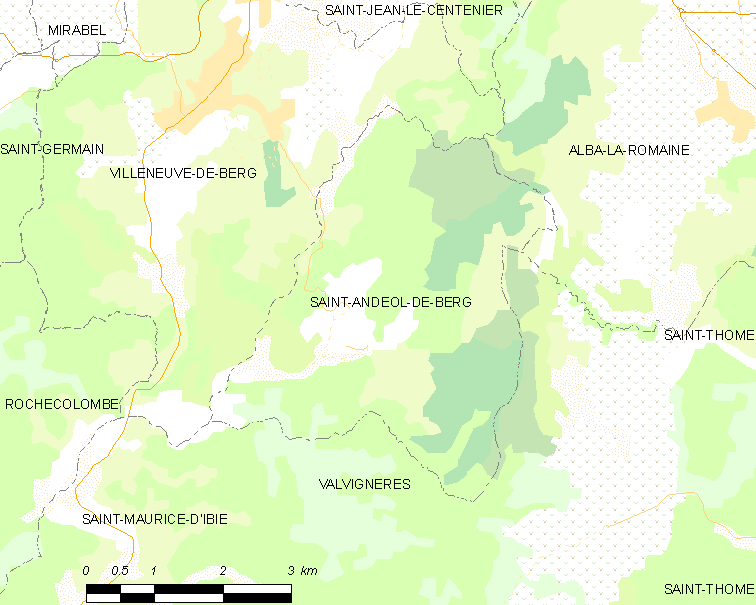
圣昂代奥勒德贝尔的OSM定位图

## 行政
圣昂代奥勒德贝尔的邮政编码为07170，INSEE市镇编码为07208。

## 政治
圣昂代奥勒德贝尔所属的省级选区为贝尔-埃尔维县。

## 人口

1962-2008年间圣昂代奥勒德贝尔人口变化图示

圣昂代奥勒德贝尔于2022年1月1日时的人口数量为130人。